# Shindand
Shindand (oficialmente Šīndand y también Shīndand, Shindan o Sabzawar) es una ciudad de Afganistán que pertenece a la provincia de Herat.  
Su población era de 8.800 habitantes en 2006 según fuentes oficiales, estimándose en casi 11 000 en la actualidad.